# Étain
Étain ist eine französische Gemeinde im Département Meuse in der Region Grand Est (bis 2015 Lothringen). Sie gehört zum Arrondissement Verdun und zum Kanton Étain. Étain hat 3449 Einwohner (1. Januar 2022) auf ca. 20 km². Die Einwohner des Ortes nennen sich Stainois.

## Geografie
Die Gemeinde Étain liegt an der oberen Orne, 20 Kilometer nordöstlich von Verdun. Östlich des Ortes liegt der Militärflugplatz Étain-Rouvres. Der Bahnhof Étain liegt an der Bahnstrecke Saint-Hilaire-au-Temple–Hagondange.

## Geschichte

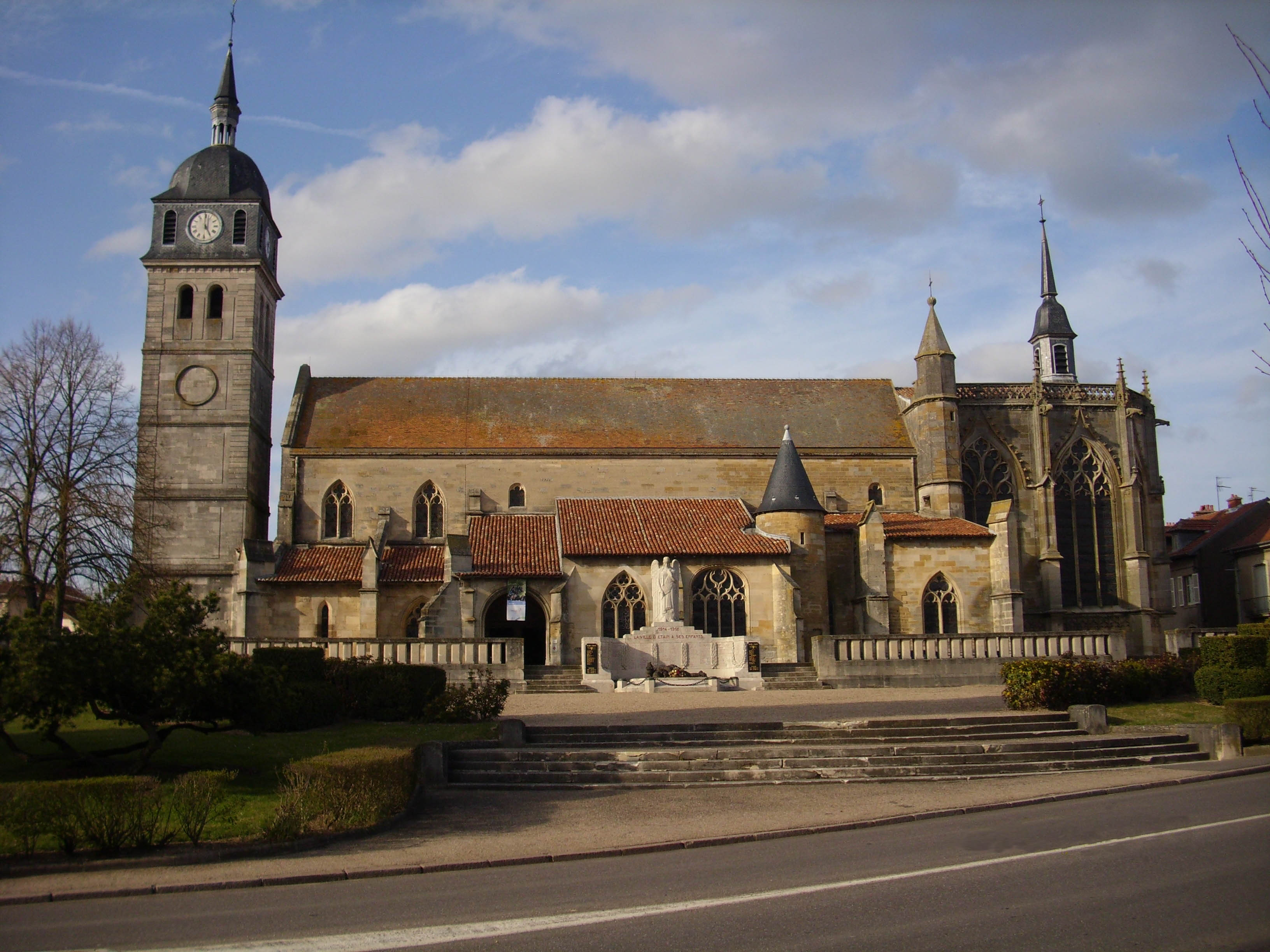
Kirche St. Martin

Die erste urkundliche Erwähnung als Villa de Stain stammt aus dem Jahr 707. Étain war zu dieser Zeit das Zentrum eines Bannes mit den Ortschaften Longeau, Haraigne, Herméville und Warcq.
1409 ist eine bedeutende Tuchmesse in Étain belegt.
Bereits vor 1790 gab es ein Hospital und ein Kloster der Kapuziner. Die Stadt war mit einer Mauer befestigt und hatte vier Stadttore.

### Bevölkerungsentwicklung
| Jahr      | 1962 | 1968 | 1975 | 1982 | 1990 | 1999 | 2007 | 2019 |
| Einwohner | 3764 | 2810 | 3773 | 3807 | 3577 | 3709 | 3745 | 3507 |

## Sehenswertes
- Die Pietà von Ligier Richier in der Kirche Saint Martin wurde 1905 als Monument historique eingestuft.
- Petitcollin ist die älteste Puppenfabrik Frankreichs (gegründet 1860).

## Gemeindepartnerschaft
Étain pflegt eine Partnerschaft mit Düppenweiler im Saarland.

## Persönlichkeiten
- Claude Parisot (1704–1784), Orgelbauer
- Roger Piantoni (1931–2018), Fußballspieler